# 베티 개릿

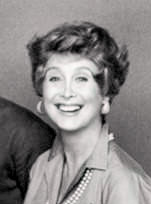

베티 개릿(영어: Betty Garrett, 1919년 5월 23일 ~ 2011년 2월 12일)은 미국의 가수, 배우이다.
미주리주 세인트조지프에서 태어났으며 로스앤젤레스에서 사망하였다. 사인은 대동맥류이다.

## 영화
- 캐롤 채닝: 라저 댄 라이프 (2012년) - 본인 역
- 다크 앤 스토미 나잇 (2009년)
- 트레일 오브 더 스크리밍 포헤드 (2007년)
- 그레이 아나토미 시즌2 (2005년) - 엘레너 역
- 진 켈리, 춤을 해부하다 (2002년) - 본인 역
- MGM: 사자가 으르렁거릴 때 (1992년)
- 엔터테인먼트 (1974년)
- 올 인 더 패밀리 (1968년) - 이렌느 로렌조 역
- 마이 시스터 에일린 (1955년)
- 테이크 미 아웃 투 더 볼 게임 (1949년)
- 춤추는 대뉴욕 (1949년)
- 넵툰의 딸 (1949년)
- 워즈 앤 뮤직 (1948년)
- 빅 시티 (1948년)